# Guido Castelnuovo
Guido Castelnuovo (Veneza, 14 de agosto de 1865 — Roma, 27 de abril de 1952) foi um matemático italiano.

## Trabalho
Em Turim, Castelnuovo foi fortemente influenciado por Corrado Segre. Nesse período, ele publicou trabalhos de alta qualidade sobre curvas algébricas. Ele também deu um passo importante na reinterpretação do trabalho sobre séries lineares de Alexander von Brill e Max Noether (teoria de Brill-Noether).

Castelnuovo tinha sua própria teoria sobre como a matemática deveria ser ensinada. Seus cursos foram divididos em dois: primeiro uma visão geral da matemática e, em seguida, uma teoria aprofundada das curvas algébricas. Ele disse sobre essa abordagem:
... A razão para a divisão é que, por um lado, é necessário ter cultura geral, por outro lado, é necessário ter um conhecimento profundo de um determinado campo.
Ele também ministrou cursos sobre funções algébricas e integrais abelianas. Aqui, ele tratou, entre outras coisas, superfícies de Riemann, geometria não euclidiana, geometria diferencial, interpolação e aproximação e teoria da probabilidade. Ele achou este último o mais interessante, porque, como relativamente recente, a relação entre a dedução e a contribuição empírica era mais clara. Em 1919, ele publicou Calcolo della probabilità e applicazioni, um dos primeiros livros didáticos sobre o assunto. Ele também escreveu um livro sobre cálculo, Le origini del calcolo infinitesimale nell'era moderna.
O trabalho mais importante de Castelnuovo foi feito no campo da geometria algébrica. No início da década de 1890, ele publicou três artigos famosos, incluindo um com o primeiro uso da série linear característica de uma família de curvas. A desigualdade de Castelnuovo-Severi foi co-nomeada em sua homenagem. Ele colaborou com Federigo Enriques na teoria das superfícies. Essa colaboração começou em 1892, quando Enriques era apenas um estudante, mas cresceu ainda mais nos 20 anos seguintes: eles enviaram seu trabalho para o Prêmio Real de Matemática da Accademia dei Lincei em 1902, mas não receberam o prêmio porque o enviaram em conjunto em vez de com um nome. Ambos receberam o prêmio em anos posteriores.

Outro teorema nomeado parcialmente após Castelnuovo é o teorema de Kronecker-Castelnuovo (1894): Se as seções de uma superfície algébrica irredutível, tendo no máximo pontos singulares isolados, com um plano tangente geral acabam sendo curvas redutíveis, então a superfície é uma superfície regrada e de fato um pergaminho, ou a superfície de Veronese. Kronecker nunca o publicou, mas o declarou em uma palestra. Castelnuovo provou isso. No total, Castelnuovo publicou mais de 100 artigos, livros e memórias.